# Textfilter (programmering)
Textfilter är vanligt på internetforum, för att öka användarvänlighet för besökare.
Det finns tre olika huvudgrupper av Textfilter.
- Smiley - Byter ut smiley till bilder se vida på: Uttryckssymbol
- BBCode - Är en lätta typ av HTML koder för webb forum:
- Ordcensur - För att förhindra använda att skriva in olämplig ord, tex skällsord.